# 麻郷村
麻郷村（おごうそん）は、山口県熊毛郡にあった村。2020年現在の田布施町大字麻郷・麻郷奥などにあたる。

## 地理
- 山岳 ： 城山
- 河川 ： 田布施川

## 歴史
- 1889年（明治22年）4月1日 - 町村制の施行により、麻郷村・麻郷奥村の区域をもって発足。
- 1955年（昭和30年）1月1日 - 麻里府村・田布施町・城南村と合併し、改めて田布施町が発足。同日麻郷村廃止。